# Elizaveta Botxkarova
Elizaveta "Liza" Valeriivna Botxkarova (en ucraïnès Елизавета Валеріївна Бочкарьова) (Lviv, 5 de maig de 1978) va ser una ciclista ucraïnesa. Especialista en pista també ha participat en proves en ruta. Va participar en els Jocs Olímpics de 2012.

## Palmarès en ruta
- 2006
  -  Campiona d'Ucraïna en ruta
- 2007
  -  Campiona d'Ucraïna en ruta

## Palmarès en pista

### Resultats a laCopa del Món
- 2007-2008
  - 1a a Los Angeles, en Persecució per equips
- 2011-2012
  - 1a a Pequín, en Persecució per equips